# سوبر ماريو 3دي أول-ستارز
سوبر ماريو 3دي أول-ستارز (بالإنجليزية: Super Mario 3D All-Stars)‏ هي عبارة عن مجموعة من ألعاب المنصات ثلاثية الأبعاد لعام 2020 لجهاز نينتندو سويتش. صدرت اللعبة تزامنا مع الذكرى الخامسة والثلاثين لسلسلة سوبر ماريو من نينتندو، مع منافذ عالية الدقة من سوبر ماريو 64 (1996) وسوبر ماريو سانشاين (2002) وسوبر ماريو غالاكسي (2007).
تم إصدار التجميع في 18 سبتمبر 2020 وكان متاحًا حتى 31 مارس 2021، عندما تم إيقافه وإزالته من متجر نينتندو إي شوب. لقد تلقت مراجعات إيجابية لألعابها، والتحسينات التقنية، والضوابط، ولكن تم انتقادها بسبب عرضها، ونقص المحتوى الإضافي، والإصدار المحدود، وغياب سوبر ماريو غالاكسي 2 (2010). اعتبارًا من ديسمبر 2020، باعت اللعبة أكثر من 8 ملايين نسخة حول العالم.

## المحتوى
تجمع لعبة سوبر ماريو 3دي أول-ستارز منافذ عالية الدقة لأول ثلاث ألعاب منصة ثلاثية الأبعاد في سلسلة سوبر ماريو: سوبر ماريو 64 (1996) وسوبر ماريو سانشاين (2002) وسوبر ماريو غالاكسي (2007). إصدار سوبر ماريو 64 هو إصدار شيندو (بالإنجليزية: Shindō)‏ الذي تم إصداره في عام 1997، والذي أضاف إصلاحات للأخطاء وتعديلات في طريقة اللعب.
تمت محاكاة الألعاب (باستثناء رمز سوبر ماريو غالاكسي). أنها تدعم عناصر التحكم جوي-كون مع وظيفة الدمدمة، ويتم عرضها بدقة أعلى، مثل سانشاين تعمل بنسبة عرض إلى ارتفاع تبلغ 16:9. يتم عرض كل من سانشاين وغالاكسي بدقة 1080 بكسل في وضع التلفزيون و720 بكسل في الوضع المحمول، بينما يتم عرض 64 في 720 بكسل في كلا الوضعين بنسبة عرض إلى ارتفاع 4:3. أضاف التصحيح الذي تم إصداره في نوفمبر 2020 خيارات الكاميرا لجميع الألعاب الثلاثة وخيارات التحكم لـ إف إل يو دي دي (بالإنجليزية: .F.L.U.D.D)‏ في ضوء الشمس.
لم تدعم سانشاين مبدئيًا وحدة تحكم غيم كيوب على نينتندو سويتش. عندما تم إصداره في الأصل على غيم كيوب، استخدم سانشاين المشغلات التناظرية لوحدة التحكم غيم كيوب (والتي لا تمتلكها وحدات التحكم في التبديل) لتنظيم ضغط الماء في.F.L.U.D.D. للمجموعة.F.L.U.D.D يتم التحكم فيه باستخدام المصد الأيمن من أجل الدقة في التصويب أثناء الوقوف، بينما استخدام عصا التحكم الأيمن «يشبه سحب عصا التحكم التناظري لـ غيم كيوب إلى حوالي ثلاثة أرباع علامة». تمت إضافة دعم وحدة تحكم غيم كيوب لـ سانشاين في نوفمبر 2020.
يتميز غالاكسي بعناصر تحكم جوي-كون اختيارية تحاكي التوجيه المتحكم فيه بالحركة لجهاز وي ريموت، مع إعادة تعيين قدرة ماريو على الدوران على الزر Y. في الوضع المحمول باليد، يمكن للاعبين استخدام شاشة اللمس بدلاً من المؤشر. للعب وضع اللعب التعاوني في غالاكسي في الوضع اليدوي، يلزم وجود جوي-كون آخر.
تتميز المجموعة أيضًا بوضع مشغل الموسيقى، الذي يجمع المسارات الصوتية الأصلية الكاملة لجميع الألعاب الثلاث - بإجمالي 175 مسارًا. يمكن تشغيل الموسيقى عند إيقاف تشغيل الشاشة.

## التطوير
تم تطوير ونشر لعبة سوبر ماريو 3دي أول-ستارز بواسطة شركة نينتندو للاحتفال بالذكرى السنوية الخامسة والثلاثين للعبة سوبر ماريو برذرز الأصلية (1985). وفقًا لـ يورو غيمر، أشارت نينتندو إلى المجموعة باسم سوبر ماريو أول-ستارز 2 داخليًا. كان هدف نينتندو هو الحفاظ على «التصميم الأصلي والروح» للألعاب المضمنة مع التحديثات على القرارات وعناصر التحكم. ووفقًا لما ذكره كينتا موتوكورا، منتج المشروع، فقد أجرى المطورون مقابلات مع طاقم الألعاب الأصليين للتعرف على أهمية كل منهم. يستخدم منفذ سوبر ماريو سانشاين في المجموعة تقنية محاكاة غيم كيوب، والتي تعاونت بشكل أكبر مع فريق تطوير 3دي أول-ستارز على العديد من الميزات الجديدة للعبة وترقية مقاطع الفيديو المتحركة الكاملة إلى HD باستخدام محرك التعلم العميق الخاص بهم. ساعد إن إي أر دي في منفذ سوبر ماريو غالاكسي من خلال توفير تقنيات محاكاة الرسومات والصوت.
تم الإبلاغ عن المجموعة لأول مرة بواسطة فيديو غيمز كرونيكل في مارس 2020، وأيدتها منافذ أخرى. وفقًا لهذه التقارير، خططت نينتندو للإعلان عن ذلك خلال عرض تقديمي تحت عنوان ماريو في معرض الترفيه الإلكتروني لعام 2020، ولكن تم إلغاء ذلك بسبب جائحة كوفيد-19. أعلنت نينتندو عن المجموعة في نينتندو دايركت خاص للاحتفال بالذكرى السنوية الخامسة والثلاثين لسوبر ماريو في 3 سبتمبر 2020. تم إصدار المجموعة في 18 سبتمبر 2020. كانت متاحة للشراء لفترة محدودة، ماديًا ورقميًا حتى 31 مارس 2021. قال دوج باوزر، رئيس شركة نينتندو الأمريكية، إن التوافر المحدود للعبة يرجع إلى كونها جزءًا من الاحتفال بالذكرى السنوية الخامسة والثلاثين لماريو، وهو نهج لا تخطط الشركة لاستخدامه على نطاق واسع في الإصدارات الأخرى.

## التقييم
| التقييم |             |
| --- | ----------- |
| مجموع النقاط المجموع نقاط ميتاكريتيك 82/100 نتائج المراجعة نشرة نقاط دستركتويد 8.5/10 غيم ريفولوشن 3.5/5 غيم سبوت 8/10 غيمز رادار جو فيديو 15/20 نينتندو لايف نينتندو ورلد ريبورت 8.5/10 بوكيت غيمر شاك نيوز 7/10 يو إس غيمر 4/5 فنشر بيت فور بلايرز 87/100 هاردكور غيمر 4.5/5 في جي247 |             |
| مجموع النقاط |             |
| المجموع | نقاط        |
| ميتاكريتيك | 82/100      |
| نتائج المراجعة |             |
| نشرة | نقاط        |
| دستركتويد | 8.5/10      |
| غيم ريفولوشن | 3.5/5       |
| غيم سبوت | 8/10        |
| غيمز رادار | 4/5 stars   |
| جو فيديو | 15/20       |
| نينتندو لايف | 9/10 stars  |
| نينتندو ورلد ريبورت | 8.5/10      |
| بوكيت غيمر | 4.5/5 stars |
| شاك نيوز | 7/10        |
| يو إس غيمر | 4/5         |
| فنشر بيت | 4/5 stars   |
| فور بلايرز | 87/100      |
| هاردكور غيمر | 4.5/5       |
| في جي247 | 4/5 stars   |

### الاستجابة الحاسمة
وفقًا لاستعراض موقع تجميع بيانات ميتاكريتيك، تلقت اللعبة «تقييمات إيجابية بشكل عام». اتفق النقاد بشكل عام على أن الألعاب نفسها ظلت ممتعة، لكنهم انقسموا حول العرض التقديمي، الذي تلقى انتقادات بسبب طبيعته التبسيطية وعدم وجود ميزات إضافية، وإصداره المحدود، وغياب سوبر ماريو غالاكسي 2 (2010).
قال إيان والكر من كوتاكو إن منفذ 64 «لم يقدم أي عواقب مؤسفة بشكل واضح» بل إنه أصلح بعض «الانخفاضات العرضية في الأداء» من الأصل، وأن عناصر التحكم في اللعبة عملت بشكل جيد على سويتش. بالنسبة إلى سانشاين، شعر أن عناصر التحكم المعدلة ستؤثر على أي شخص يلعب لديه ذاكرة عضلية من الأصل وأن الصور تتعثر إلى حد ما في وقت متأخر من اللعبة. بالنسبة لـ غالاكسي، كان والكر ممتنًا لإعادة تعيين بعض عناصر التحكم القائمة على الحركة إلى أزرار التحكم، لكنه أضاف بعض المناطق التي لا تزال تتطلب عناصر التحكم في الحركة لا تزال تمثل مشكلة كما كانت على وي.
كان زاكاي رايان من آي جي إن "محبطًا بعض الشيء بسبب قلة الجهد الذي بذلته نينتندو في المجموعة، مقارنةً بـ "الإصلاحات الرئيسية" التي تم إجراؤها للألعاب في سوبر ماريو أول-ستارز، وأشار إلى استخدام المحاكاة لتقديم ثلاث ألعاب ساعدت في شرح "الكثير عن عدم وجود ترقيات" في كل منها. بالنسبة لـ 64، شعر رايان بأن الترقية جعلت اللعبة تبدو أجمل ما كانت على الإطلاق، ووصف عناصر التحكم بأنها "لا تزال محكمة للغاية" و "في المنزل مباشرة على وحدة تحكم برو أو جوي-كون"، على الرغم من انعكاس عناصر التحكم في الكاميرا ذات المحور x . لقد تمنى لو كانت نينتندو قد أضافت "بعض ترقيات جودة الحياة"، وشعر أن اللاعبين الذين يجربون اللعبة لأول مرة "قد يجدونها غير قابلة للوصول إلى حد ما". كانت لعبة سانشاين لا تزال رائعة المظهر وأثنت على عناصر التحكم التي لا تزال سائلة، على الرغم من أن رايان شهد بعض التباطؤ في لحظات معينة. أخيرًا، شعر رايان بتحسين مستوى غالاكسي جعلها "نسخة محققة بالكامل" من اللعبة وأثنى على خيارات التحكم المحدثة، مضيفًا تكوين الوضع اليدوي، في حين أنه "ليس الطريقة المثالية للعب"، لا يزال يعمل.

### المبيعات
بحلول 7 سبتمبر، أصبحت الطلبات المسبقة لـ سوبر ماريو 3دي أول-ستارز هي ثاني أفضل لعبة مبيعًا لعام 2020 على أمازون في الولايات المتحدة، بعد أنيمل كروسينغ: نيو هورايزنس. أعادت سكالبرز بيع الطلبات المسبقة على مواقع الويب مثل إيباي، حيث ارتفعت قيمتها إلى 265 دولارًا أمريكيًا. اضطر موقع Base.com، وهو بائع تجزئة عبر الإنترنت في المملكة المتحدة، إلى إلغاء جميع الطلبات المسبقة لعملائهم لأن تخصيصهم للألعاب المادية لم يكن كافيًا لتلبية الطلبات المسبقة. وأضافوا أن نينتندو وموزعيها في المملكة المتحدة «لم يتمكنوا من إعطاء... أي تطمينات» بأنه سيتم توفير المزيد من النسخ لهم خلال فترة البيع.
في الأسبوع الأول من إصدارها، كانت سوبر ماريو 3دي أول-ستارز هي اللعبة الأكثر مبيعًا في المملكة المتحدة، وكانت ثالث أكبر إطلاق للعبة لعام 2020 وخامس أسرع لعبة سويتش مبيعًا في البلاد. في اليابان، باعت اللعبة أكثر من 210.000 نسخة مادية خلال الأيام الثلاثة الأولى من إصدارها. في الولايات المتحدة، كانت لعبة سوبر ماريو 3دي أول-ستارز هي ثاني أفضل لعبة مبيعًا في سبتمبر خلف مارفل أفنجرز، وأصبحت اللعبة العاشرة الأكثر مبيعًا لعام 2020. كانت المجموعة أيضًا اللعبة الأكثر مبيعًا في سبتمبر لأوروبا والشرق الأوسط وإفريقيا وآسيا. اعتبارًا من ديسمبر 2020، باعت لعبة سوبر ماريو 3دي أول-ستارز أكثر من 8.32 مليون نسخة حول العالم. في مارس 2021، قبل شطبها من القائمة، ارتفعت المبيعات الفعلية للعبة في المملكة المتحدة بنحو 267٪.

## الملاحظات
1. ↑  تعرف اللعبة في شرق آسيا بـ سوبر ماريو 3دي كولكشن (بالإنجليزية: Super Mario 3D Collection‎؛ باليابانية: スーパーマリオ３Ｄコレクション, Sūpā Mario 3D Korekusho؟)

## وصلات خارجية
- الموقع الرسمي